# Friedrich Naumann
Pour les articles homonymes, voir Naumann.
Friedrich Naumann, né à Störmthal (maintenant partie de Großpösna dans le district de Leipzig) le 25 mars 1860 et mort à Travemünde le 24 août 1919, est un homme politique libéral allemand et un pasteur protestant.

## Biographie
Friedrich Naumann fonde en 1895 l'hebdomadaire Die Hilfe (Le Soutien) pour étudier la question sociale d'un point de vue non marxiste. Il fonde également en 1896 l'Association nationale-sociale dans le but de fournir une alternative sociale libérale à la démocratie sociale, dont le programme avait de forts accents nationalistes. En 1907, il est élu au Reichstag sous les couleurs du Parti progressiste populaire dont il devient un des hommes de proue. La même année, il est un des cofondateurs de la Deutscher Werkbund, sous l'impulsion d'Hermann Muthesius. En 1919, il fonde avec Theodor Wolff et Hugo Preuss le Parti démocrate allemand.
Friedrich Naumann est l'auteur de Mitteleuropa, un ouvrage traitant de la géopolitique de l'Europe centrale, dans lequel il défend l'idée d'une confédération d'États en Europe centrale, sous domination allemande et autrichienne.